# Grevillea sulcata
Grevillea sulcata är en tvåhjärtbladig växtart som beskrevs av Charles Austin Gardner och P.M. Olde & N.R. Marriott. Grevillea sulcata ingår i släktet Grevillea och familjen Proteaceae. Inga underarter finns listade i Catalogue of Life.